# Bayern Rundfahrt 2004
La Bayern Rundfahrt 2004, sedicesima edizione della corsa, si svolse dal 19 al 23 maggio su un percorso di 894 km ripartiti in 6 tappe, con partenza a Selb e arrivo a Burghausen. Fu vinta dal tedesco Jens Voigt della Team CSC davanti al suo connazionale Andreas Klöden e al polacco Tomasz Brozyna.

## Tappe
| Tappa  | Data      | Percorso                              | km    | Vincitore di tappa   | Leader cl. generale |
| ------ | --------- | ------------------------------------- | ----- | -------------------- | ------------------- |
| 1ª     | 19 maggio | Selb > Roth                           | 207,8 | Antonio Bucciero     | Antonio Bucciero    |
| 2ª     | 20 maggio | Roth > Aichach                        | 120,8 | Erik Zabel           | Antonio Bucciero    |
| 3ª     | 20 maggio | Aichach > Aichach (cron. individuale) | 15,8  | Michael Rich         | Michael Rich        |
| 4ª     | 21 maggio | München > Bad Aibling                 | 202,3 | Massimiliano Gentili | Jens Voigt          |
| 5ª     | 22 maggio | Bad Aibling > Pfarrkirchen            | 180,9 | Erik Zabel           | Jens Voigt          |
| 6ª     | 23 maggio | Pfarrkirchen > Burghausen             | 166,9 | Stefan Schumacher    | Jens Voigt          |
| Totale | Totale    | Totale                                | 894   |                      |                     |

## Dettagli delle tappe

### 1ª tappa
- 19 maggio: Selb > Roth – 207,8 km

| Pos. | Corridore          | Squadra       | Tempo    |
| ---- | ------------------ | ------------- | -------- |
| 1    | Antonio Bucciero   | Saeco         | 5h28'12" |
| 2    | Alexandre Bazhenov | Domina V.     | s.t.     |
| 3    | Markus Ganser      | ComNet-Senges | s.t.     |

| Pos. | Corridore          | Squadra       | Tempo    |
| ---- | ------------------ | ------------- | -------- |
| 1    | Antonio Bucciero   | Saeco         | 5h27'56" |
| 2    | Alexandre Bazhenov |               | a 7"     |
| 3    | Markus Ganser      | ComNet-Senges | a 9"     |

### 2ª tappa
- 20 maggio: Roth > Aichach – 120,8 km

| Pos. | Corridore          | Squadra  | Tempo    |
| ---- | ------------------ | -------- | -------- |
| 1    | Erik Zabel         | T-Mobile | 2h53'47" |
| 2    | Stefan Kupfernagel | Lamonta  | s.t.     |
| 3    | Kurt-Asle Arvesen  | CSC      | s.t.     |

| Pos. | Corridore          | Squadra       | Tempo    |
| ---- | ------------------ | ------------- | -------- |
| 1    | Antonio Bucciero   | Saeco         | 8h21'43" |
| 2    | Alexandre Bazhenov |               | a 7"     |
| 3    | Markus Ganser      | ComNet-Senges | a 9"     |

### 3ª tappa
- 20 maggio: Aichach > Aichach (cron. individuale) – 15,8 km

| Pos. | Corridore    | Squadra      | Tempo  |
| ---- | ------------ | ------------ | ------ |
| 1    | Michael Rich | Gerolsteiner | 19'10" |
| 2    | Jens Voigt   | CSC          | a 11"  |
| 3    | Rolf Aldag   | T-Mobile     | a 23"  |

| Pos. | Corridore    | Squadra      | Tempo    |
| ---- | ------------ | ------------ | -------- |
| 1    | Michael Rich | Gerolsteiner | 8h41'33" |
| 2    | Jens Voigt   | CSC          | a 12"    |
| 3    | Rolf Aldag   | T-Mobile     | a 23"    |

### 4ª tappa
- 21 maggio: München > Bad Aibling – 202,3 km

| Pos. | Corridore            | Squadra                    | Tempo    |
| ---- | -------------------- | -------------------------- | -------- |
| 1    | Massimiliano Gentili | Domina V.                  | 5h03'46" |
| 2    | Jens Voigt           | CSC                        | a 25"    |
| 3    | René Weissinger      | Volksbank Ideal Leingruber | s.t.     |

| Pos. | Corridore      | Squadra  | Tempo     |
| ---- | -------------- | -------- | --------- |
| 1    | Jens Voigt     | CSC      | 13h45'47" |
| 2    | Andreas Klöden | T-Mobile | a 20"     |
| 3    | Tomasz Brozyna | Action   | a 34"     |

### 5ª tappa
- 22 maggio: Bad Aibling > Pfarrkirchen – 180,9 km

| Pos. | Corridore     | Squadra   | Tempo    |
| ---- | ------------- | --------- | -------- |
| 1    | Erik Zabel    | T-Mobile  | 4h24'10" |
| 2    | Jens Voigt    | CSC       | s.t.     |
| 3    | Martin Müller | Wiesenhof | s.t.     |

| Pos. | Corridore      | Squadra  | Tempo     |
| ---- | -------------- | -------- | --------- |
| 1    | Jens Voigt     | CSC      | 18h09'51" |
| 2    | Andreas Klöden | T-Mobile | a 26"     |
| 3    | Tomasz Brozyna | Action   | a 40"     |

### 6ª tappa
- 23 maggio: Pfarrkirchen > Burghausen – 166,9 km

| Pos. | Corridore         | Squadra       | Tempo    |
| ---- | ----------------- | ------------- | -------- |
| 1    | Stefan Schumacher | Lamonta       | 4h13'30" |
| 2    | Corey Sweet       | ComNet-Senges | s.t.     |
| 3    | Jens Voigt        | CSC           | a 37"    |

| Pos. | Corridore      | Squadra  | Tempo     |
| ---- | -------------- | -------- | --------- |
| 1    | Jens Voigt     | CSC      | 22h23'54" |
| 2    | Andreas Klöden | T-Mobile | a 30"     |
| 3    | Tomasz Brozyna | Action   | a 44"     |

## Classifiche finali

### Classifica generale
| Pos. | Corridore              | Squadra                            | Tempo     |
| ---- | ---------------------- | ---------------------------------- | --------- |
| 1    | Jens Voigt             | Team CSC                           | 22h23'54" |
| 2    | Andreas Klöden         | T-Mobile                           | a 30"     |
| 3    | Tomasz Brozyna         | Action                             | a 44"     |
| 4    | Massimiliano Gentili   | Domina Vacanze                     | a 56"     |
| 5    | René Weissinger        | Volksbank Ideal Leingruber         | a 1'16"   |
| 6    | Pascal Hungerbühler    | Volksbank Ideal Leingruber         | s.t.      |
| 7    | Giampaolo Cheula       | Vini Caldirola-Nobili Rubinetterie | a 1'41"   |
| 8    | Bekim Leif Christensen | Team CSC                           | a 1'49"   |
| 9    | Michael Rich           | Gerolsteiner                       | a 3'30"   |
| 10   | Stefan Schumacher      | Team Lamonta                       | a 3'32"   |